# NGC 474
NGC 474 is een lensvormig sterrenstelsel (type S0) in het sterrenbeeld Vissen. Het hemelobject werd op 13 december 1784 ontdekt door de Duits-Britse astronoom William Herschel. Het vormt samen met NGC 470 een sterrenstelselpaar. Waarschijnlijk hebben krachtwisselwerkingen tussen beide sterrenstelsels een invloed gehad op de relatief ongewone complexe structuur van NGC 474.

## Synoniemen
- GC 269
- Arp 227
- H 3.251
- MCG +00-04-085
- PGC 4801
- UGC 864
- ZWG 385.71